# Balticconnector
Balticconnector je obousměrný plynovod spojující Estonsko a Finsko, když jeho část vede po dně Baltského moře. Propojuje tak pobaltskou a finskou plynárenskou distribuční soustavu, Finsko má přístup estonskému podzemnímu zásobníku plynu a Estonsko k finským LNG terminálům. Plynovod provozuje estonská firma Elering a finská firma Baltic Connector. Plynovod je 152 km dlouhý, z toho 82 km tvoří podmořská část.
Stavba byla plánována již v roce 2007. Smlouvu o výstavbě v hodnotě 250 mil. eur uzavřeli v roce 2016 společně estonská firma Elering, která v Estonsku provozuje přenosovou soustavu elektřiny a plynárenskou distribuční soustavu, a finská státní společnost Baltic Connector. Na stavbu poskytla 75 % finančních prostředků Evropská unie. Stavba začala v roce 2018 a plynovod byl zprovozněn v prosinci 2019. Rusko plynovod označilo za nadbytečný.

## Poškození
Dne 8. října 2023 byl na plynovodu zaznamenán neobvyklý pokles tlaku a byl odstaven. Oprava bude trvat 7 měsíců. V podezření byla čínská loď NewNew Polar Bear a ruská loď Sevmorput (kombinace ledoborce a nákladní lodi). Vyšetřováním bylo zjištěno, že k poškození došlo tažením kotvy nákladní lodi NewNew Polar Bear plující pod vlajkou Hong Kongu, která patří čínské společnosti. Kotvou byl následně poškozen také telekomunikační kabel mezi Švédskem a estonským ostrovem Hiiumaa. Loď NewNew Polar Bear po zastávce v Petrohradu plula po severní námořní trase spadající pod Rusko.